# Islands nationaldag
Islands nationaldag firas den 17 juni. Då firar man att den isländske självständighetsförespråkaren Jón Sigurðsson föddes detta datum.
Danmark var vid denna tid ockuperat av Tyskland, medan USA, Kanada och Storbritannien hade skickat soldater till Island. När Islands unionsavtal med Danmark löpte ut 1943 kunde inte nya unionsrevisioner hållas på grund av ockupation och Island förklarade sig självständig republik under det kommande året.